# Микшиева, Виено Григорьевна
Виено Григорьевна Ми́кшиева (наст. фамилия; театральный псевдоним Виено Кеттунен (фин. Vieno Kettunen); род. 1937) — заслуженная артистка России (2000), народная артистка Карельской АССР (1982).

## Биография
Родилась в крестьянской семье на хуторе Куусиниеми Калевальского района. В 15 лет она поступила в театральную студию при Государственном Карело-Финском драматическом театре (сейчас — Национальный театр Республики Карелия). Виено Кеттунен — одна из ведущих актрис театра.
Известные роли: Антонина («Егор Булычов и другие» М. Горького, 1958), Яана («Сельские сапожники» А. Киви, 1958), Рашель («Васса Железнова» М. Горького, 1966), Мэри Уоррен («Охота на ведьм» А. Миллера, 1968), Мартуро («Дом Бернарды Альбы» Ф. Г. Лорки, 1969), Нина («С вечера до полудня» В. Розова, 1970), Агнес («Жаворонок» Ж. Ануя, 1970), Мать Лемминкяйнена, «Калевала», 1974), Маргарете («Осень и зима» Л. Нурена (1999, премия «Сампо» председателя Правительства Республики Карелия, 1999), Старая хозяйка («Нискавуори» Х. Вуолийоки, 2000), Миссис Далл («Три пьесы Уильямса», 2000), Персефона («Входит свободный человек» Т. Стоппарда, 2002), Она («Старомодная комедия» А. Арбузова, 2003), Мартта («Нумми-фарс», А. Киви, 2003), Марфа Никитична («Возвращение» А. Платонова, 2004), Тайна («Коробейники», С. Кантерво, 2005), Майя-Лииса («Липериада», по мотивам повести М. Лассила «За спичками», 2005), Боабо («Лемби» С. Кантерво, 2006), Ловийса «Женщины Нискавуори» по пьесе Х. Вуолийоки, 2008), Старуха («Дело святое» Ф. Булякова, 2009), Ольга («Ольга» Л. Руохонен, 2014).

## Награды
Виено Григорьевна удостоена различных наград и званий:
«Заслуженная артистка Карельской АССР» (1972), «Народная артистка Карельской АССР» (1982), медаль «Ветеран труда» (1985), «Заслуженная артистка РФ» (2000), Орден Дружбы (2007), «Золотой орден на белой ленте» (2007, Финляндия), звание «Почётный гражданин Калевальского района» (2012).

## Семья
Муж Пётр Микшиев (1935—2021) — народный артист РФ (2002).